# Fairchild 71
El Fairchild 71 fue un avión de carga y pasajeros monoplano de ala alta estadounidense, construido por Fairchild Aircraft y más tarde construido en Canadá por Fairchild Aircraft Ltd. (Canada) para su uso tanto civil como militar, como robusto avión de áreas remotas.

## Diseño y desarrollo

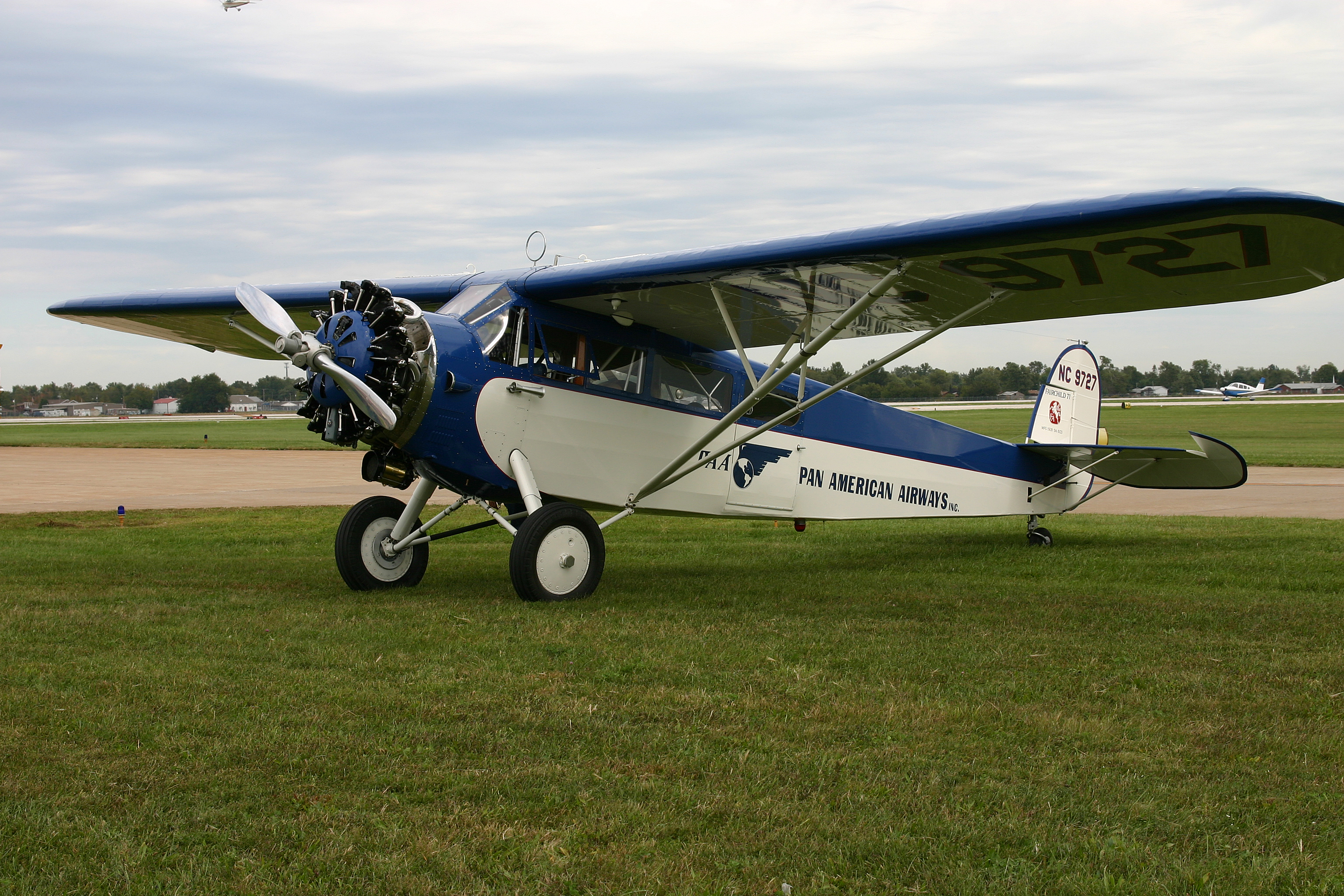
Fairchild 71 con los colores originales de Pan Am.

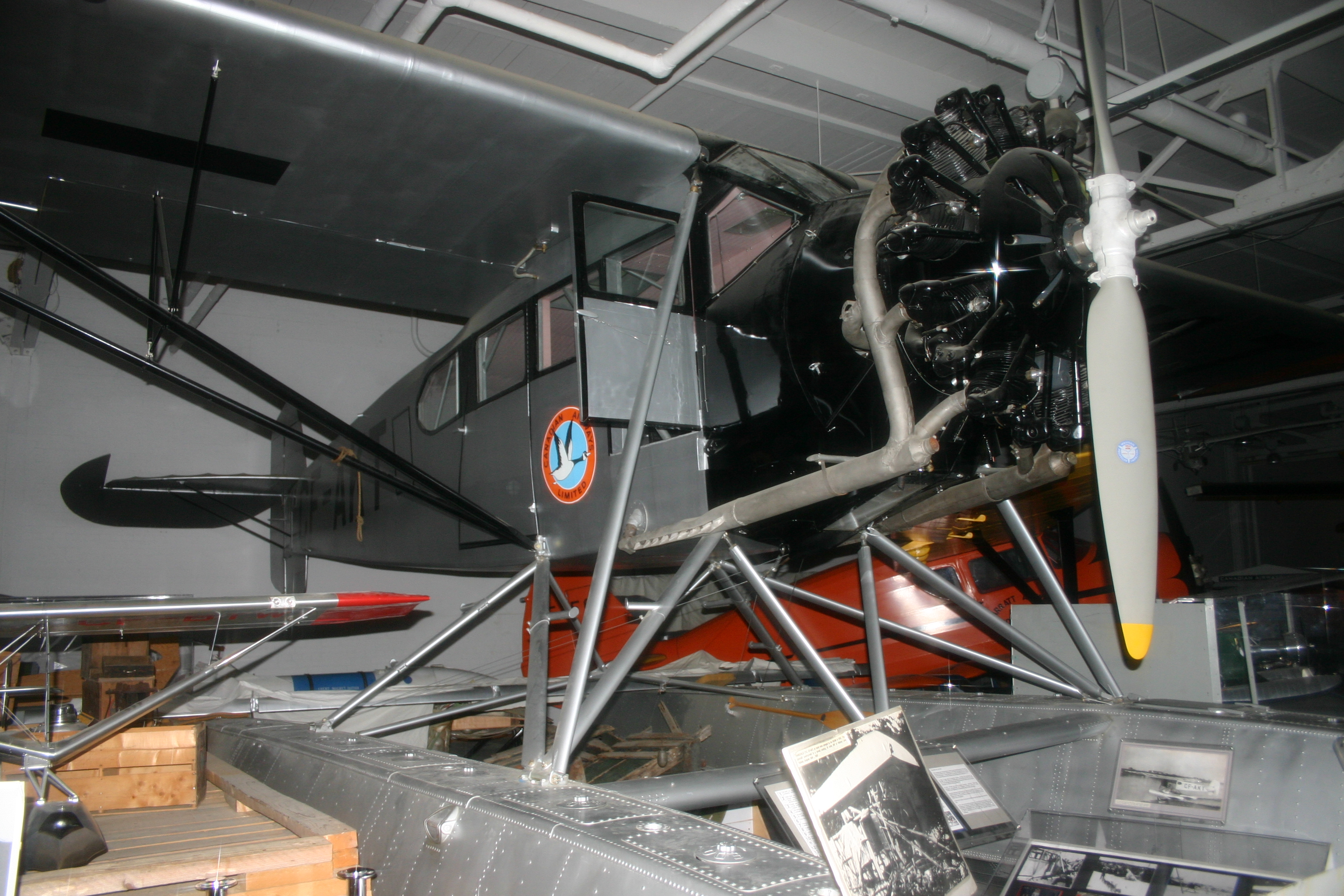
Fairchild 71C en el Western Canada Aviation Museum, Winnipeg, Manitoba.

La Fairchild Aircraft Company emprendió un desarrollo progresivo del transporte ligero Fairchild FC-1, que voló por primera vez en 1926. Su primer desarrollo fue el FC-2, cuyas varias mejoras incluían alas con ligero aflechamiento; envergadura aumentada a 15,24 m (50 pies); potencia del motor casi doblada; y cambios en el interior para mejorar la comodidad de los pasajeros. 
El FC-2W fue un desarrollo posterior, presentando: 
- Bodega de cámaras para fotografía aérea vertical.
- Ventanas traseras de corte bajo para fotografía aérea oblicua.

Los FC-2 y FC-2W continuaban el uso de tubos de acero soldados recubiertos de tela para la construcción del fuselaje y del empenaje; y alas con estructura de madera recubiertas de tela y arriostradas mediante soportes.
El FC-2W, más tarde desarrollado en el Model 71, fue construido en los Estados Unidos entre 1928 y 1930. En 1929, Fairchild formó una compañía en Canadá (Fairchild Aircraft Limited) en Longueuil, Quebec, para apoyar a los operadores canadienses de aviones Fairchild. La compañía canadiense también estableció una  línea de producción de fábrica para el Model 71, desarrollando una variante para los militares canadienses. Los aviones construidos en Canadá se diferenciaban de las versiones estadounidenses en que todas las características de comodidad para los pasajeros fueron retiradas, y los aviones fueron construidos específicamente para la fotografía aérea.

## Historia operacional
El Cuerpo Aéreo del Ejército de los Estados Unidos adquirió un Model 71-E para su evaluación; fue designado XC-8, más tarde fue redesignado XF-1 y usado para realizar trabajos fotográficos. 
Fueron ordenados 8 aviones más de pruebas de servicio en 1930, siendo designados C-8; uno de ellos fue dotado de cámaras y recibió la designación YF-1. Un segundo lote de seis aviones, casi idénticos a los anteriores, fue ordenado en 1931, bajo la designación C-8A. Estos aviones operaron alternativamente como F-1A cuando se les instalaban cámaras.
La Real Fuerza Aérea Canadiense (RCAF), otro operador militar principal, evaluó el Fairchild Model 71 a mediados de junio de 1930. 34 FC-71 de la RCAF fueron operados desde 1930 hasta 1946. Junto con la anterior serie FC-2, los FC-71 de la RCAF fueron utilizados principalmente en la búsqueda aérea fotográfica así como también en el transporte al norte. En noviembre de 1930, la RCAF transfirió los FC-71 a los 5 destacamentos que volaban en el amalgamado Maritimes No. 5 (Flying Boat) Squadron en RCAF Station Dartmouth. El escuadrón voló el FC-71 extensamente en patrullas contra el tráfico de alcohol y la inmigración ilegal para la Real Policía Montada canadiense.
La mayor parte de la producción del Model 71 acabó en manos de operadores de aviones de áreas remotas en Canadá y los Estados Unidos. Los operadores civiles también encontraron al 71 como un transporte robusto, de confianza y altamente útil, bien pertrechado para las norteñas y remotas operaciones. 

## Variantes

### Designaciones del fabricante
Fairchild 71
Variante inicial de producción, motor P&W Wasp de 420 hp.
Fairchild 71-A
Variante de producción con flecha aumentada en las alas e interior mejorado, tres construidos.
Fairchild 71-B
Versión con motor P&W Wasp B de 410 hp, 19 construidos (12 en Canadá).
Fairchild 71-C, -CDM
Versión de construcción canadiense del 71-B, cuatro construidos más cinco fuselajes.
Fairchild 71-CM
Versión de construcción canadiense con fuselaje recubierto de metal.
Fairchild 71-E
Producción militar como prototipo del Ejército XC-8, uno construido (29-325).
Fairchild Super 71, 71-P
Versión de flotadores con nuevo fuselaje y envergadura mayor, tres construidos (2 Super 71, 1 71-P).
Fairchild 51/71
Versión de construcción canadiense con las alas del Model 51 y el fuselaje del Model 71. 

### Designaciones militares de los Estados Unidos

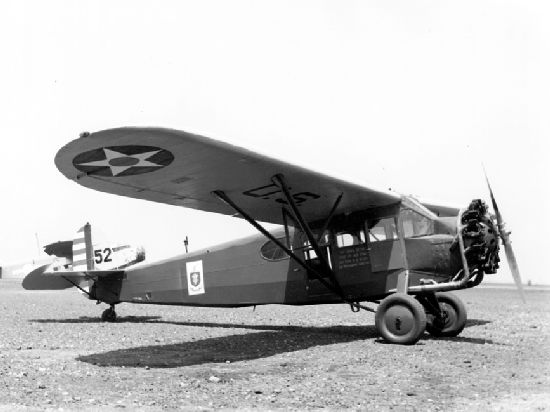
Uno de los aviones YF-1.

XC-8
Un prototipo de Fairchild 71, más tarde redesignado XF-1 cuando fue modificado para la búsqueda fotográfica.
C-8
Versión de producción, ocho construidos (30-388/395). Uno fue equipado con cámaras y designado YF-1.
C-8A
Versión de producción similar al C-8, seis construidos (31-463/468). Designados F-1A cuando se equipaban con cámaras.
XF-1
Redesignación del XC-8 modificado para la búsqueda fotográfica.
YF-1
Uno de los C-8, equipado con cámaras.
F-1A
Los C-8A así designados cuando se equipaban con cámaras.

## Operadores

### Civiles
Estados Unidos
- Clifford Ball Inc.[3]
- Pacific Alaska Airways[4]
- Pan American Airways[4]
- Pan American-Grace Airways[4]

 México
- Aerovías Centrales[4]
- Compañía Mexicana de Aviación[4]

### Militares
Canadá
- Real Fuerza Aérea Canadiense

 Estados Unidos
- Cuerpo Aéreo del Ejército de los Estados Unidos

## Especificaciones (Model 71-C)
Referencia datos: Canadian Aircraft Since 1909

### Características generales
- Tripulación: Uno (piloto)
- Capacidad: Ocho pasajeros
- Longitud: 10,9 m (35,9 ft)
- Envergadura: 15,4 m (50,5 ft)
- Altura: 2,8 m (9,3 ft)
- Superficie alar: 28,8 m² (309,6 ft²)
- Peso vacío: 1438 kg (3169,4 lb)
- Peso cargado: 2724 kg (6003,7 lb)
- Planta motriz: 1× motor radial de 9 cilindros refrigerado por aire Pratt & Whitney Wasp B/C.
  - Potencia: 313 kW (432 HP; 426 CV)

### Rendimiento
- Velocidad máxima operativa (Vno): 212 km/h (132 MPH; 115 kt)
- Velocidad crucero (Vc): 170,5 km/h (106 MPH; 92 kt)
- Alcance: 1314 km (710 nmi; 816 mi)
- Techo de vuelo: 3353 m (11 001 ft)
- Régimen de ascenso: 3 m/s (591 ft/min)

## Aeronaves relacionadas

### Desarrollos relacionados
- Fairchild Super 71

### Aeronaves similares
- Bellanca CH-300 Pacemaker
- Bellanca CH-400 Skyrocket
- Curtiss Thrush
- Ryan Brougham
- Stinson Detroiter
- Travel Air 6000

### Secuencias de designación
- Secuencia Numérica (interna de Fairchild): ← 51 - 61 - 62 - 71 - 72 - 77 - 78/78 →
- Secuencia C-_ (Aviones de Carga del USAAC/USAAF/USAF, 1924-1962): ← C-5 - C-6 - C-7 - C-8 - C-9 - C-10 - C-11 →
- Secuencia F-_ (Aviones de Reconocimiento del USAAC/USAAF/USAF (Prefijo F-), 1930-1948): F-1 - F-2 - F-3 - F-4 →
- Secuencia R_Q (Aviones de Transporte de la Armada estadounidense, 1931-1962 (Fairchild, 1928-1962)): RQ - R2Q - R4Q
- Secuencia J_Q (Aviones Utilitarios de la Armada estadounidense, 1928-1955 (Fairchild, 1928-1962)): JQ - J2Q